# Средний Валас
Средний Валас — пресноводное озеро на территории городского поселения Кандалакша Кандалакшского района Мурманской области.

## Общие сведения
Площадь озера — 1,7 км². Располагается на высоте 57,8 метров над уровнем моря.
Форма озера лопастная, продолговатая: оно почти на четыре километра вытянуто с юго-запада на северо-восток. Берега изрезанные, каменисто-песчаные, преимущественно возвышенные, местами заболоченные.
Из северо-восточной оконечности озера вытекает река Валас, впадающая в губу Валас-ручей Белого моря.
В озере расположено не менее четырёх безымянных островов различной площади, рассредоточенных по всей площади водоёма.
К юго-востоку от водоёма располагается посёлок при станции Ручьи-Карельские, через который проходит линия железной дороги Санкт-Петербург — Мурманск.
Код объекта в государственном водном реестре — 02020000711102000000077.